# 岳阳南站
岳阳南站，原名荣家湾站，是一个京广线上的铁路车站，位于湖南省岳阳市岳阳县荣家湾镇，建于1918年，目前为四等站，邮政编码为414100。本站曾在2004年4月18日至2024年7月30日间，只办理列车通过及貨運业务。
1997年4月29日10时48分，该站内曾发生324次旅客列车与818次旅客列车追尾冲突行车特大事故。这起行车事故共造成死亡126人，重伤48人，轻伤182人。站内树有该事故纪念碑，警醒后人。

## 客运化改造
由於本站客運硬件設施未達標準，本站於2004年4月18日隨中國鐵路實施第五次大提速而正式停辦客運業務，導致岳陽縣居民須途經岳陽市區方可往來全國各地，非常不便。此外，隨著岳陽縣的經濟發展，岳陽縣沒有鐵路客運的現狀已無法應付當地旅遊業、商業及物流業的需求。2023年10月20日，京广铁路荣家湾站客运化改造推进会成功召开。
2024年5月，本站开始客运化改造。6月25日，本站更名为“岳阳南站”。7月30日，岳阳县人民政府在本站举办开通典礼。7月31日，本站首趟客运列车K1160/1161次列车正式停靠。

## 停靠列车
| 车次  | 列车属性 | 始发站   | 终到站 | 到时  | 开时  | 担当局段     | 行别 |
| ----- | -------- | -------- | ------ | ----- | ----- | ------------ | ---- |
| K1073 | 过路车   | 济南     | 长沙   | 12:01 | 12:06 | 济南局济南段 | 下行 |
| K1088 | 过路车   | 长沙     | 银川   | 14:20 | 14:23 | 兰州局银川段 | 上行 |
| K1074 | 过路车   | 长沙     | 济南   | 16:15 | 16:18 | 济南局济南段 | 上行 |
| K1160 | 过路车   | 广州白云 | 烟台   | 17:55 | 17:58 | 济南局青岛段 | 上行 |
| K435  | 过路车   | 武昌     | 惠州   | 19:43 | 19:48 | 广州局广九段 | 下行 |
| C204  | 过路车   | 长沙     | 岳阳   | 20:18 | 20:21 | 广州局广州段 | 上行 |

## 图片

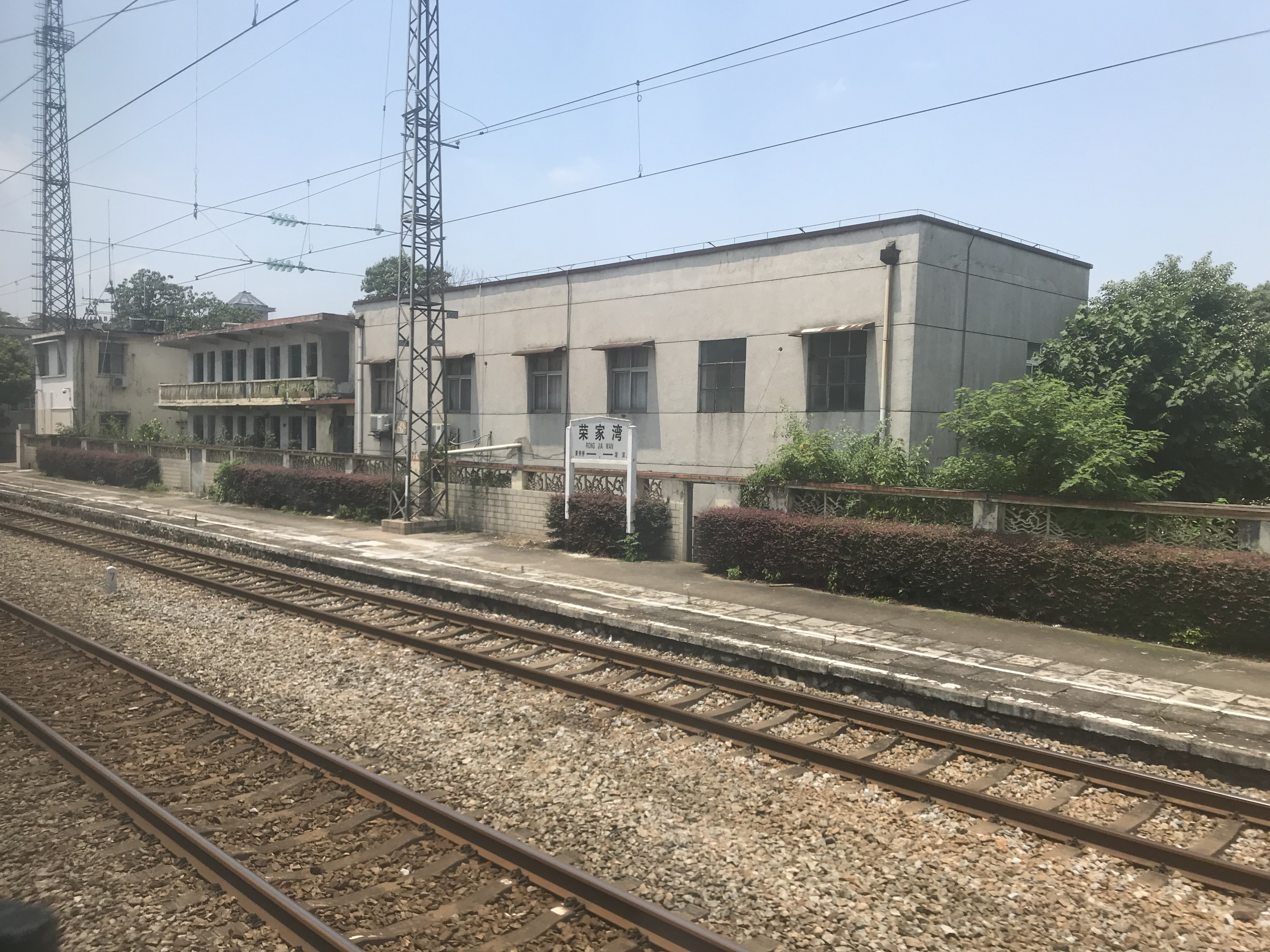
车站股道
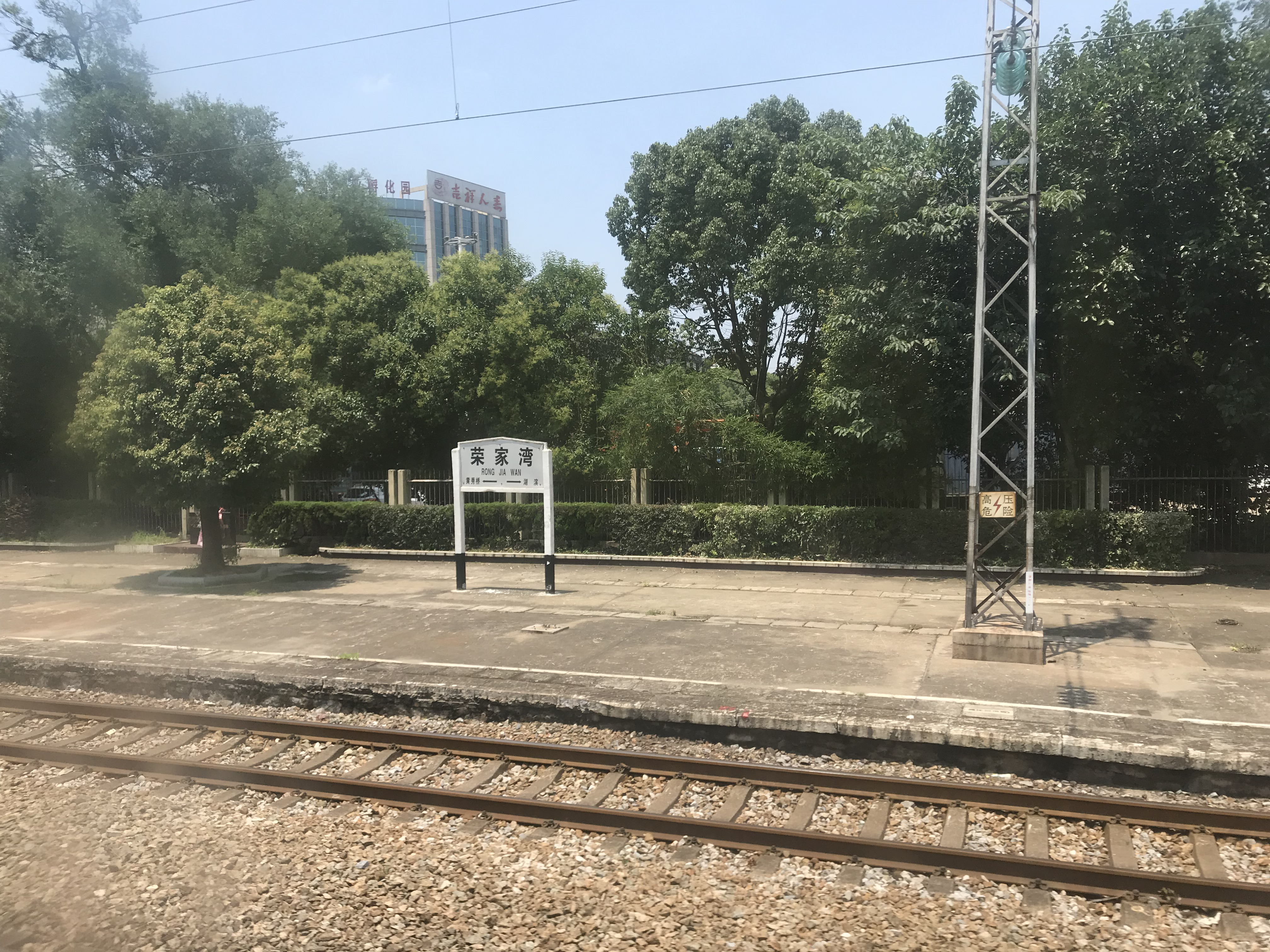
站牌
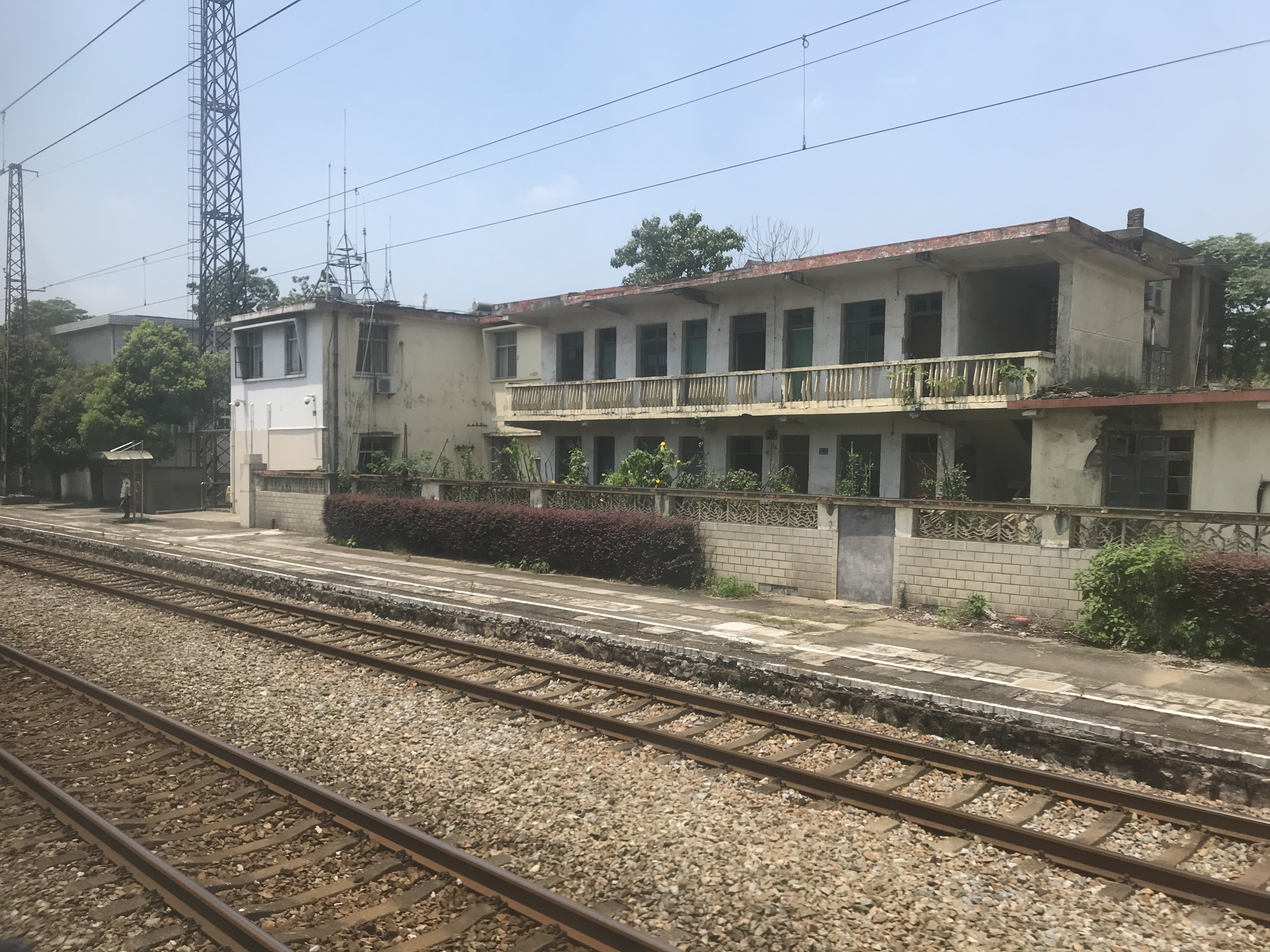
站内建筑
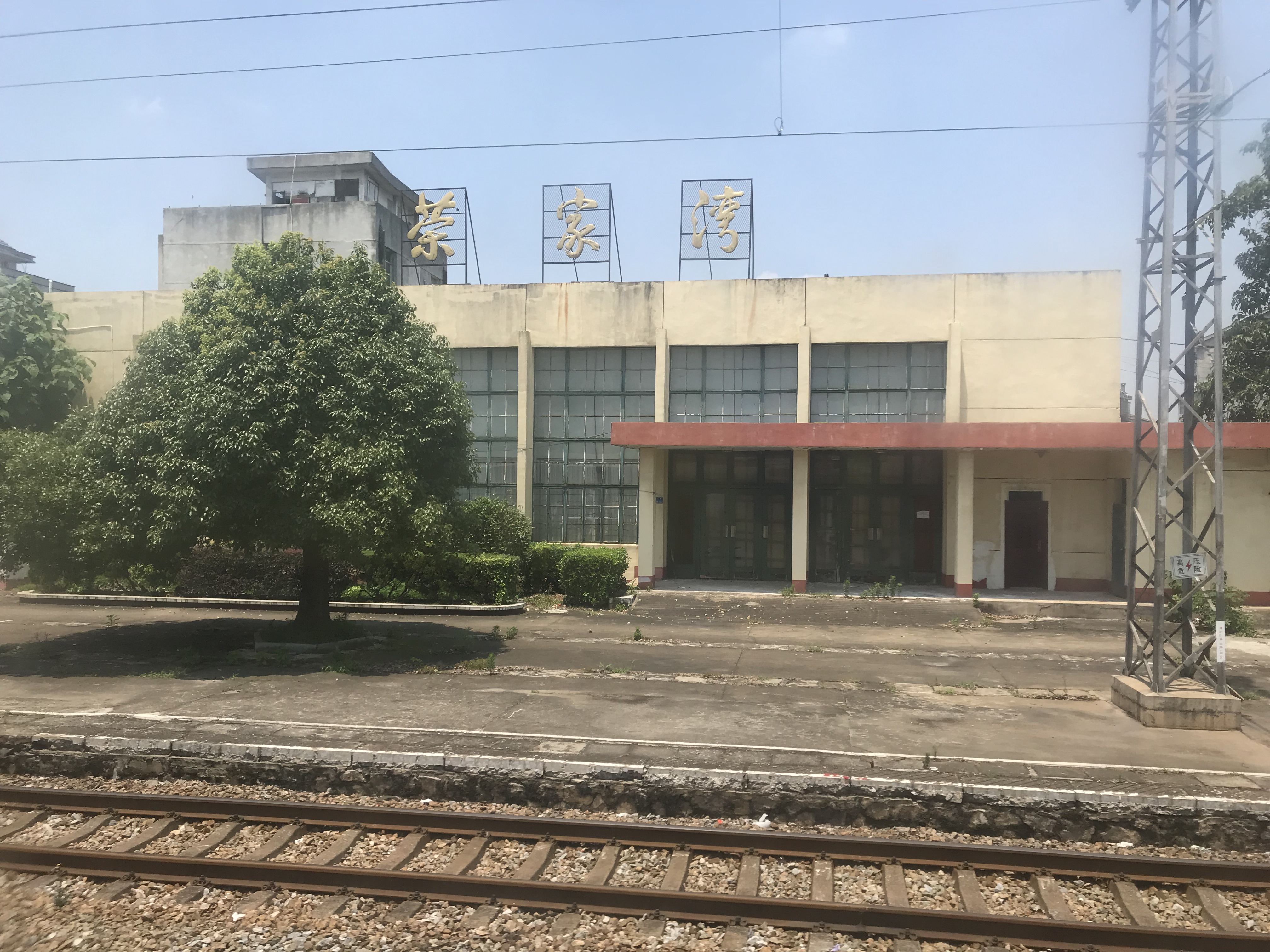
车站站房
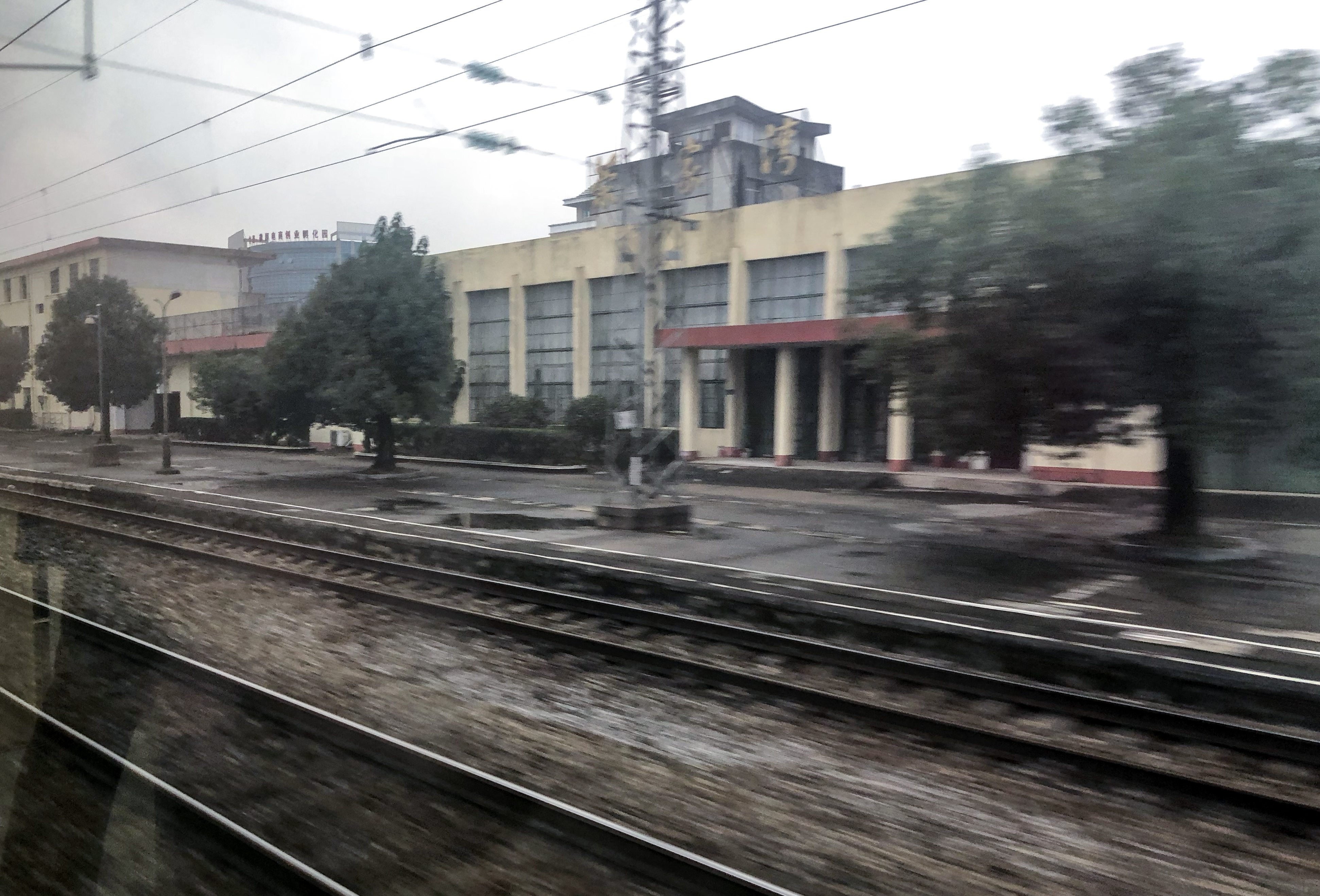
车站站房